# Cato Berlage
Anna Catharina (Cato) Berlage (Amsterdam, 15 juni 1889 – Bern, Zwitserland, 1 februari 1976) was een Nederlands illustratrice, grafica, batikkunstenares en boekbandontwerpster. Haar roepnaam was Cato (ook geschreven Cateau). Haar vader was de architect Hendrik Petrus Berlage. Haar moeder Marie Bienfait (1864-1937) was een nichtje van Henriette Bienfait, die met de dominee en dichter De Génestet getrouwd was.
Berlage genoot haar opleiding vanaf 1906 aan de Rijksnormaalschool voor Teekenonderwijzers in Amsterdam. In 1910-1911 deed zij de eerste klas decoratieve schilderkunst aan de Rijksschool voor Kunstnijverheid Amsterdam. Daarna ging zij in 1911-1912 naar de Kunstgewerbeschule in Zürich. Zij was daar leerling van Joh. B. Smits (1874-1944).
In 1912 woonde en werkte zij in Amsterdam. Vanaf 1915 was zij de assistente van haar vader op de afdeling gebouwen van de firma W.H. Müller & Co in Den Haag. Zij ontwierp daar typografische en textieldessins.
Berlage is op 5 september 1917 in Den Haag getrouwd met de architect Emil Emanuel Strasser (Bern, 22 augustus 1888 – Bern, 9 februari 1958). Zij kregen een dochter Veronika (1921) en een zoon Hans Peter Ulyss (1923). Het echtpaar woonde van 1917-1938 in Den Haag. Daarna verhuisde het gezin naar Bern, waar Strasser eind 1938 was benoemd tot chef van het nieuw opgerichte Stadtplanungsbureau.

Omslagen Elck 't Beste
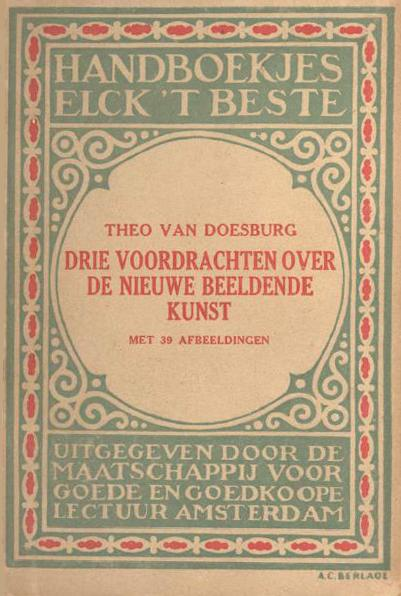
Theo van Doesburg Drie Voordrachten over de Nieuwe Beeldende Kunst
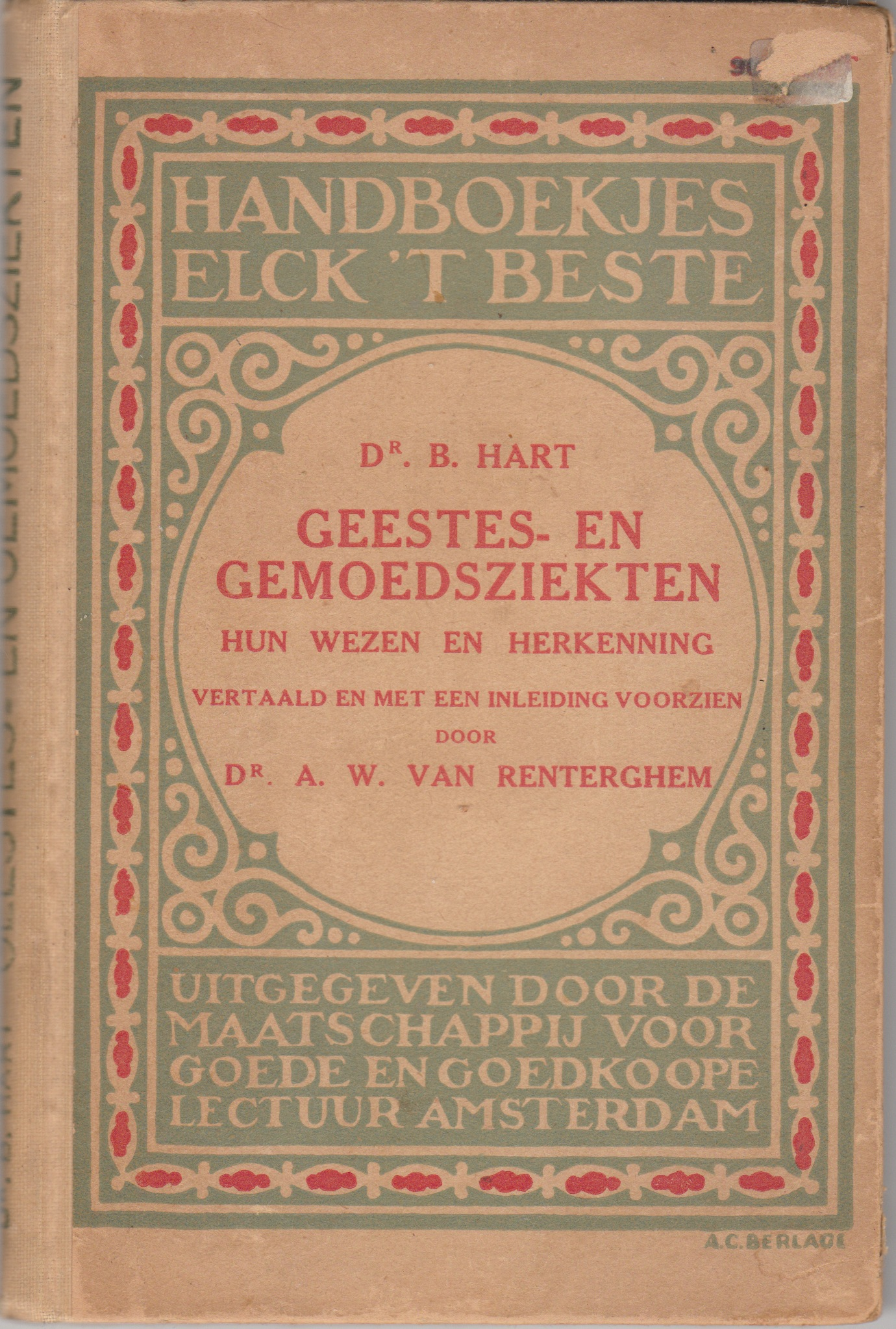
Bernard Hart Geestes- en Gemoedsziekten